# Niviventer lepturus
Il ratto montano dal ventre bianco di Giava (Niviventer lepturus  Jentink, 1879) è un roditore della famiglia dei Muridi, endemico dell'Isola di Giava.

## Descrizione
Roditore di medie dimensioni, con lunghezza della testa e del corpo tra 110 e 160 mm, la lunghezza della coda tra 112 e 236 mm, la lunghezza del piede tra 25 e 34 mm, la lunghezza delle orecchie tra 21 e 26 mm e un peso fino a 96 g.

La pelliccia è lunga e spinosa. Il colore delle parti superiori sono ardesia, con le punte dei singoli peli marroni. I peli spinosi sono nerastri. Le parti ventrali sono bianche. La linea di demarcazione lungo i fianchi è netta. Le orecchie sono molto allungate, le vibrisse sono color marrone scuro con la punta più brillante. La coda è molto più lunga della testa e del corpo, è marrone scuro superiormente e bianca inferiormente e per il terzo terminale. C'è un ciuffo di peli sulla punta. I piedi sono lunghi e sottili. Le femmine hanno un paio di mammelle pettorali, un paio post-ascellari e due paia inguinali. Il numero cromosomico è 2n=46 FN=52.

## Biologia

### Comportamento
È una specie terricola.

## Distribuzione e habitat
Questa specie è endemica della parte occidentale e centrale dell'Isola di Giava.
Vive nelle foreste montane al disopra dei 1.000 metri di altitudine.

## Conservazione
La IUCN Red List, considerata la popolazione numerosa ad altitudini elevate, fuori da qualsiasi interferenza umana, classifica M.lepturus come specie a rischio minimo (Least Concern).